# Подгоричани
Подгоричани або Подгоричиани або Подгоричани-Пе́тровичи (серб. Подгоричани-Петровићи) — шляхетський графський рід, що походить з Далмації.

## Родовід
Рід Подгоричани, походить з Далмації (нині – територія Хорватії і Чорногорії), представники якого до переходу на службу до Російських імператорів, мали спадковий графський титул Венеційської республіки. 
Відомо, що Іван Михайлович Подгоричани вступив 1759 року на російську службу при Імператриці Єлисаветі Петрівні, а за Катерини ІІ, будучи генерал-майором, 1765 року присягнув на підданство імперії та отримав маєтки та теренах України після скасування російською імперською владою Слобідського полкового устрою, де замість колишніх козацьких полків було створено п'ять гусарських: Охтирський, Ізюмський, Сумський, Острогозький та Харківський. В Охтирському полку замість колишнього виборного козацького полковника було призначено нового командира — гусарського офіцера графа Підгоричані. Брав участь у Семірічній війні. У 1769 році, при звільненні від служби, він був нагороджений чином генерал-поручика і отримав від Імператриці підтвердження свого графського титуту. Помер 1779 року бездітним, заповідавши свої маєтки рідному братові Петровичу, якому Імператор Олександр I, Указом 16 липня 1802, дозволив успадкувати ім'я, титул і герб графа Подгоричани. Він мав двох синів: графа Георгія та Івана; чотирьох онуків: графа Миколу Георгійовича, графа Валеріана Георгійовича, графа Олександра Георгійовича, та двох правнуків: графа Олександра Миколайовича, одруженого з княжною Агрипіною Платонівною Ширинською-Шахматовою, та графа Юрія Миколайовича.
Генерал-майор Георгій Петрович Подгоричани (1730—1795) отримав дозвіл передати своє призвище й титул двоюрідному брату Єгори Пилиповичу Петровичу.  
Род Подгоричани-Петровичи було внесено до V частини родової дворянської книги Харьковской губернії.
Погоричани мали земельні маєтки на Харківщині а також навколо Новомиргорода, зокрема володіли селами Єгорівка, Новостанівка, Пурпурівка, Андріївка, Графське та іншими.
У межових книгах Єлисаветградщини згадуються села генерал-майорші графині Ганни Подгоричаниєвої: Висянки (1808 р.) неподалік р. Вись і Пурпурне (1821 р.).
В 1878–1881 роках граф Юрій Миколайович Подгоричани-Петрович був губернатором Волинської губернії.